# おいもとじろう
おいもと じろう（8月15日 - ）は、日本の漫画家。女性。

## 経歴・人物
『月刊コンプエース』（KADOKAWA角川書店）にて『痛いのは嫌なので防御力に極振りしたいと思います。』を2018年7月号から連載。コミカライズを担当した『痛いのは嫌なので防御力に極振りしたいと思います。』は2020年にテレビアニメ化された。2021年10月時点でコミックス累計発行部数（電子版含む）は100万部を突破している。
同人サークル「おいもと」を主宰し東方projectの同人イベントやコミックマーケットなどに参加し、東方projectの同人誌などを頒布している。

## 作品リスト
- 痛いのは嫌なので防御力に極振りしたいと思います。（月刊コンプエース)、2018年7月 - ）